# Cristina Piasentini
Maria Cristina Piasentini (São Paulo, 1º de agosto de 1959) é uma jornalista brasileira formada pelas Faculdades Integradas Alcântara Machado. Ganhou o Prêmio Vladimir Herzog na categoria melhor reportagem para TV em 1995 e a 8ª edição do Troféu Mulher Imprensa na categoria diretora ou editora de redação. Constituiu sua carreira em grandes emissoras brasileiras como Record, SBT e Rede Globo.

## Carreira
Piasentini iniciou sua vida profissional como assistente de produção da TV Tupi enquanto ainda cursava o último ano da faculdade de jornalismo. Antes de ocupar efetivamente este cargo, participou de projetos da FIAM como repórter, tendo entrevistado personalidades como Paulo Francis, jornalista, crítico de teatro e escritor carioca.
Trabalhou um breve período como produtora na TV Record, de onde pediu demissão em 1981 ao ganhar uma bolsa de estudos na Universidade de Navarra. Após cerca de 8 meses, voltou ao Brasil e foi contratada pela emissora SBT na área de produção de jornalismo. Em 1983, foi trabalhar na TV Manchete onde se tornou coordenadora dos editores, tendo participado da cobertura do incêndio da Vila Socó em Cubatão.
Em 1987, começou sua trajetória na Rede Globo, sendo convidada pelo então editor-regional da TV Globo São Paulo, Celso Kinjô, para assumir a função de coordenadora da editoria geral no Bom Dia São Paulo, SPTV - 2ª Edição e Jornal da Globo. Em 1989, assumiu a coordenação do Jornal Nacional, cobrindo as eleições presidenciais brasileiras. A partir de 1991, a jornalista liderou a redação e produção do programa Globo Repórter por cerca de 13 anos, período em que conquistou o prêmio Vladimir Herzog, na categoria melhor reportagem para TV. Em março de 2008, tornou-se diretora de jornalismo em São Paulo, cargo que ocupou até dezembro de 2020, sendo substituída por Ana Escalada.

## Prêmios
- 1995: Prêmio Vladimir Herzog, na categoria melhor reportagem para TV.
- 2009: Finalista do Prêmio Emmy com matéria sobre o caso Eloá.
- 2012: Troféu Mulher Imprensa como diretora ou editora de redação – 8ª edição.[2]